# La Pièce : Les derniers seront les premiers
Pour les articles homonymes, voir Les derniers seront les premiers.
Pour plus de détails, voir Fiche technique et Distribution.
La Pièce : Les derniers seront les premiers est un film français réalisé par Lamine Diakité, sorti en 2016.

## Synopsis
Après avoir été agressé par un voyou, un SDF va décider d'aider les gens autour de lui, inspiré par une pièce de deux euros.

## Fiche technique
- Titre original : La Pièce : Les derniers seront les premiers
- Réalisation : Lamine Diakité
- Scénario : Wadi Laadam, Lamine Diakité
- Décors : Yann Dury, Laurent Fruteau De Laclos, Eléonore Giral, Jarvis Vivancos
- Costumes : Maëlle Lemaire
- Photographie : Maxime Guerin
- Son : Jérôme Harré, Yann Lacan, Matthieu Langlet, Vincent Villa
- Montage : Wadi laadam, Lamine Diakité
- Musique : Robin Waiss
- Production : Dawala Badiri Diakité, Lamine Diakité, Wadi Laadam
- Société de production : Wati B, Weekut Films
- Société de distribution: Sony Pictures Releasing
- Budget : 270 000 EUR
- Pays d'origine :  France
- Langue originale : français
- Genre : comédie dramatique
- Durée : 88 minutes
- Dates de sortie : 
  - France : 12 octobre 2016[2]

## Distribution
- Alix Bénézech : Katia[3]
- Dawala : lui-même
- Dry : lui-même
- Fahmi Guerbaa : Nico
- Thiébaut Viel : Sam
- Samy Naceri : le prof
- Black M : Daouda
- Madioula Aidara : Binta
- Fanny Pierre : Catherine
- Sory Diakite : Maka
- Mickael Perez : David
- Florence Monge : Jeanine
- Hervé-Axel Colombel : le maire
- Hakim Ayachine : Hacko
- Eebra Tooré : Terry
- Soufiane Guerrab : Dinka
- Nordine Touri : Adam
- Sophie Ricci : La commissaire
- Hervé Colombel : Le maire
- Jean-Claude Feder : Le douanier
- Mamadou Soumare : Djamel
- Cedric Amegan : Cédric
- Outaliane Tabu : Mamadou
- Oussama Kheddam : Karim

## Production

### Développement
La Pièce est le premier long-métrage produit par le label Wati B, connu pour avoir accompagné le groupe Sexion d'Assaut, Maître Gims ou Black M. Fondé par Dawala Diakite, le nom Wati B signifie « sans limites » en bambara, la langue nationale du Mali.
La Pièce est le premier long-métrage du jeune Lamine Diakite et le résultat de trois années de travail passionné pour Dawala Diakite, Wadi Laadam et toute l'équipe du label Wati B : « C’est une fable contemporaine et réaliste qui dénonce les a priori de notre société et nous rappelle avec humour que l’on se doit de vivre ensemble », affirme la production. C'est la première fois que la major américaine Sony Pictures distribue un film français.

## Accueil

### Accueil critique
Trois mois après sa sortie le film obtient la note de 3,1/5 sur Allociné. Sur le site Senscritique le film obtient la note de 3,5/10. Pour le CGR les internautes ont voté, le résultat est au dessus de la moyenne avec une note de 3,1/5. Pour le journal L'antre du cinéphile, « le film reste sympathique sans prétention et donne un regarde neuf sur la banlieue » et obtient la note de 11/20.

### Box-office
Le film a fait 48 126 entrées dont 29 312 à Paris[réf. nécessaire].

## Bande originale
La Pièce est la bande originale du film du même nom, produite en 2016 par le label Wati B et Sony Music.

### Artiste présent sur le CD
- Membres de Sexion d'assaut : Maître Gims, Black M, Jr O Crom et Doomams
- Artistes du Wati B : Dry, Abou Tall, Lynda, Dr Bériz, Ayane et Bella et Estelle B
- Autres artistes : Rohff, Lartiste, Youssoupha, MZ, Dosseh, Nèg' Marrons, Weei Soldat, Keblack, Karlito, Rotimi, Hayce Lemsi, Sofiane, Ayna, Sam's, Naza, Sami Naceri, Sory, Zifou, Berez, Inès, OR, Génération X, Stokos et Thuggy.